# 云南科技出版社
云南科技出版社、又称云南科学技术出版社，是一家中华人民共和国的出版社，位于云南省昆明市书林街100号。

## 沿革
云南科技出版社的前身为云南人民出版社科技读物编辑室。1985年6月27日，经中华人民共和国文化部批准成立，为云南人民出版社的副牌社。1987年4月，由云南省文化厅配备了社领导班子。1993年7月1日，正式独立法人。该社出版各类普及自然科学基础知识和介绍应用技术为主的书籍、科技专著及科技工具书。2009年，经新闻出版总署批准，云南科技出版社增加音像出版和互联网出版业务内容。